# 베오투크족

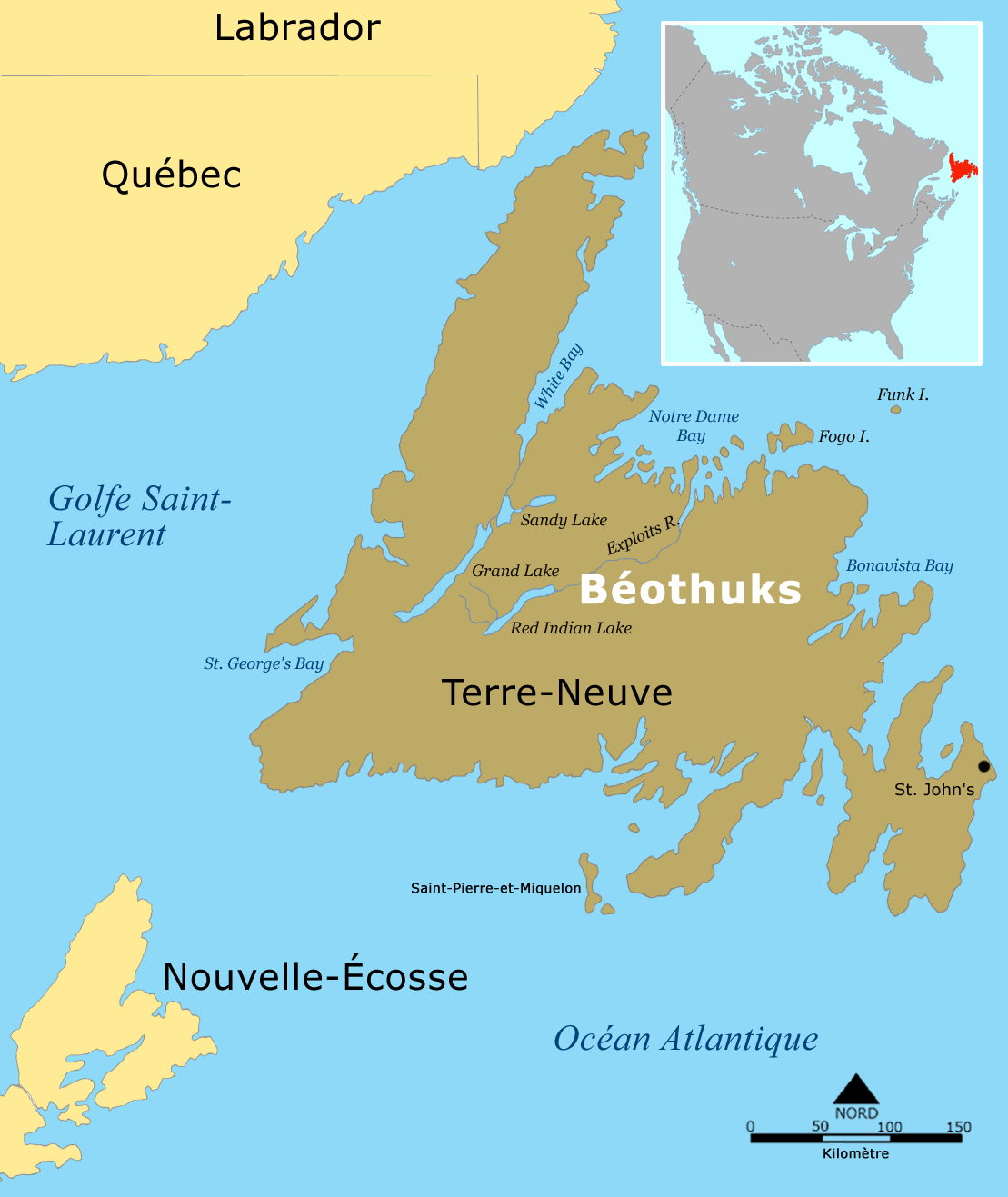
과거 베오투크족이 살던 뉴펀들랜드

베오투크족(Beothuk)은 뉴펀들랜드섬에 살던 원주민족으로, 현재는 절멸했다.

## 생활
과거 뉴펀들랜드 전역에 걸쳐 살았다. 유럽인과 접촉했을 당시 생태계의 수용 능력을 고려할 때 인구는 많아야 1,000~1,500명 정도였다고 추정되며 30~55명으로 구성된 독립적이고 자급자족적인 대가족 단위의 집단을 이루어 살았다. 인류학적으로 다른 수렵채집민족들처럼 집단의 지도자는 있었을 것이나 더 체계적인 수장의 지위는 존재하지 않았던 것으로 보인다.

## 역사
서기 1,000년 경 레이프 에이릭손이 이끈 바이킹족 탐험대가 만났다고 전해지는 스크렐링기의 실체의 후보이다. 1497년 잉글랜드 왕이 보낸 존 캐벗의 탐험대를 시작으로 유럽의 탐험가나 정착민들의 물결이 도래하기 시작하며 유럽인과 본격적인 접촉이 시작되었다.
다른 몇몇 원주민 집단과 달리 베오투크족은 유럽인들과의 접촉을 피하려 했으며 유럽인 정착민이 늘어나자 섬 내륙 지역으로 이동했다. 베오투크족은 간간이 유럽인들이 남긴 도구, 자재 등을 줍기 위해 과거의 캠프로 돌아왔다. 정착민과 베오투크족은 연어, 물개, 새 등 천연 자원을 놓고 경쟁했으며 내륙에서는 모피 사냥꾼들이 함정을 설치하여 순록 사냥을 방해했고 베오투크족의 캠프나 물품을 약탈했다. 베오투크족은 유럽인의 정착지에서 훔치거나 약탈, 때로는 매복 공격하는 일이 빈발했다. 이러한 조우 방식은 적대감과 상호 폭력으로 이어졌고 우수한 무기를 가진 정착민이 사냥과 전쟁에서 우위를 점했다. 다른 아메리카 원주민과 달리 베오투크족은 총기 수용에 관심을 보이지 않았던 것으로 보인다.

## 절멸
베오투크족은 유럽인 도래 이후 전통적인 해안의 정착지에서 밀려나 내륙으로 이동하면서 물고기와 물개를 잡지 못하게 되자 순록 사냥에 과도하게 의존하게 되었다. 이에 따라 뉴펀들랜드의 순록 개체 수가 감소하며 생태계가 변화하였고, 결국 영양실조와 기아가 초래되었다. 또한 식민시대 동안 베오투크족은 섬 일부 지역으로 이주한 케이프브레턴섬 유래의 미크마크족과 래브라도 유래의 이누이트족 등 다른 원주민 집단으로부터도 압력을 받았다고 전해진다. 이러한 요인 이외에 천연두 등 유럽인들이 가져온 전염병이나 풍토병이 더해져 베오투크족의 인구는 급감했을 것으로 추정된다.
기록에 따르면 19세기 초 북부 반도에 일부 생존자들이 남아있었다. 19세기 끄트머리에 남아있던 베오투크족의 인구 추정치는 150명에서 3,000명까지 다양하다. 당시 베오투크족의 상황에 대한 정보는 이들이 "익스플로이츠 강과 레드인디언 호수에서 겨울을 보낸 뒤 노트르담만으로 피난갔다"고 전해준 샤나우디티트(Shanawdithit)라는 최후의 베오투크족 여성(또다른 최후 생존자인 데마스뒤트의 친척)의 설명에 주로 기반한다. 샤나우디티트가 사망한 이후 베오투크족은 발견된 바가 없어 절멸한 것으로 여겨진다.

## 같이 보기
- 스크렐링기
- 뉴펀들랜드섬
- 베오투크어